# Teja (tytanida)
Teja (gr. Θεία Theía, łac. Thea) – w mitologii greckiej tytanida, bogini wzroku (gr. θέα théa) i jaśniejącego nieba (gr. αἴθρη aíthrē).
Uchodziła za  córkę Uranosa i Gai. Stała się również tą, która została obdarzona złotem, srebrem i klejnotami z ich jasnością i nieodłączną wartością. Ze związku ze swoim bratem i mężem Hyperionem wydała na świat syna Heliosa (Słońce) oraz córki Selene (Księżyc) i Eos (Świt). Podobnie jak jej siostry była prorokującą boginią.